# Гура-Ойтуз
Гура-Ойтуз (рум. Gura-Oituz) — село у Синжерейському районі Молдови. Входить до складу комуни, адміністративним центром якої є село Котюженій-Міч.

## Населення
За даними перепису населення 2004 року у селі проживали 156 осіб.
Національний склад населення села:
| Національність | Кількість осіб | Відсоток |
| -------------- | -------------- | -------- |
| молдавани      | 82             | 52,6%    |
| українці       | 72             | 46,2%    |
| росіяни        | 2              | 1,3%     |
| Всього         | 156            | 100%     |